# Paul Sjöqvist
Paul Efraim Sjöqvist, född 19 februari 1878 i Karlstad, död 31 mars 1946 i Falköping, var en svensk läkare och tandläkare.
Paul Sjöqvist var son till tandläkaren Nils Sjöqvist. Han avlade mogenhetsexamen 1894 och tandläkarexamen 1903 samt blev medicine kandidat samma år och medicine licentiat 1909, allt i Stockholm. Han hade läkar- och tandläkarpraktik i Stockholm 1909–1911 och därefter i olika orter samt från 1928 fram till sin död i Falköping, där han blev skoltandläkare 1928, läkare vid folkskolan 1929 och samrealskolan 1931 samt dispensärläkare 1932. Sjöqvist hade vida vetenskapliga och sociala intressen. Redan 1895–1896 utförde han tillsammans med fadern systematiska tandundersökningar på barnen i en stockholmsskola i syfte att propagera för profylaktisk tandvård, dock utan att detta nämnvärd mån lyckades. Under sin studietid vid Karolinska Institutet framlade han 1908 en arbetsplan för framställning av ett mot sockersjuka verksamt ämne ur bukspottkörteln från djur, en plan som om den vidareutvecklats hade kunnat leda till upptäckten av insulinet, men som nu i stället upptäcktes först av Frederick G. Banting 1921. På äldre dagar publicerade Sjöqvist studier över tandemaljens missbildningar samt studerade tandröteprofylaxens problem.